# Litslenaby
Litslenaby är kyrkbyn i Litslena socken, i Enköpings kommun i Uppland.
Byn ligger öster om Skolsta vid vägkorsningen mellan riksväg 55 samt länsväg 263 (gamla E18) och här ligger Litslena kyrka.

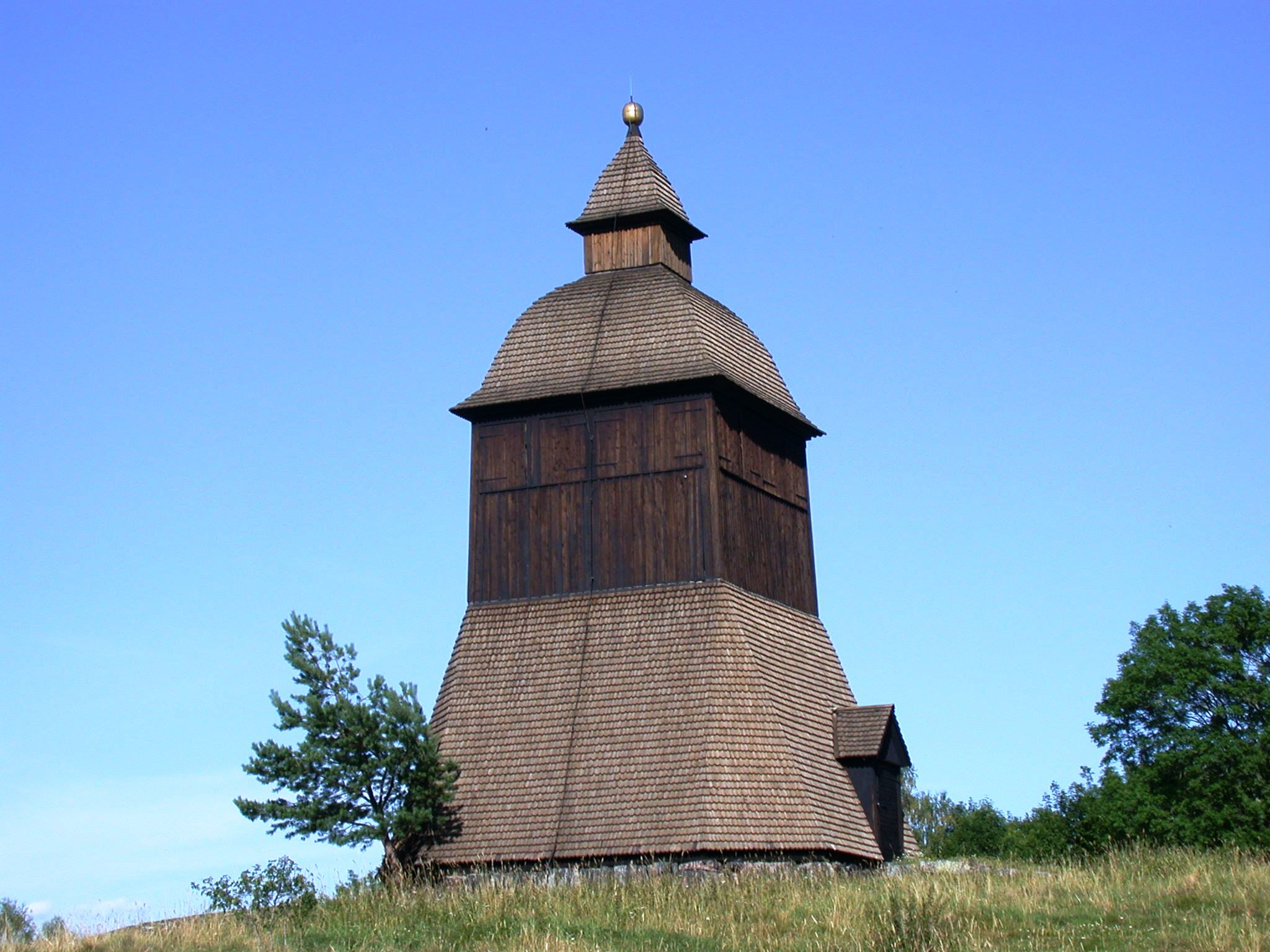
Klockstapeln